# Ciszterci Obláció
A Ciszterci Obláció (angolul Cistercian Oblates) egy katolikus lelkiségi mozgalom, melynek tagjai a ciszterci szerzetesrend közösségéhez tartozó olyan világi hívek, akiknek hivatása a monasztikus zsolozsmás élet gyakorlása a világban, illetve a saját ciszterci plébániájukon a feladatok, munkák ellátásában való segítés. Nem összetévesztendők a világi ciszterciekkel (angolul Lay Cistercians), akik szintén a világban, de a ciszterci monostorok szigorú szabályai szerint élnek.

## Története
A Nursiai Szent Benedek Reguláját követő ciszterciek kezdettől számos oblátusról tesznek említést: az alapötletet adó rendi intézmény, a konverzusokról (laikustestvérekről) már korán szó esik. Feljegyezték például, hogy Clairvaux-i Szent Bernát nagy csoporttal tért vissza Párizsból 1130-ban. Az ifjak egy része jelentkezett a Rendbe, míg mások ott maradtak világi segítőnek. A szerzetesek (monachusok) maguk végezték eleinte a ciszterci házakhoz tartozó gazdasági feladatokat. Ennek segítésében csatlakoztak hozzájuk világi hívek, akiket szerzetesként kezeltek. A konverzus jelölteket éppúgy, mint a monachusokat, egyévi noviciátusra (próbaidőre) vették fel, ennek leteltével fogadalmat tettek. Ezzel a szó teljes értelmében szerzetesek lettek, bár egyházjogi helyzetük, liturgikus funkcióik mások voltak.
Idővel a monachusok a gazdaság helyett egyre inkább a tudományok művelése, a könyvek, az igehirdetés és a misszionálás felé fordultak, így a gazdasággal teljesen a konverzusok foglalkoztak, ezzel a szerzetesek emberileg távolabb is kerültek tőlük. Emiatt egyre kevesebben jelentkeztek konverzusnak, ezért anyagi előnyöket ígértek a világi híveknek munkájukért cserébe, ami őket gyakorlatilag szerzetesi jelleg nélküli világiakká tette. Ugyanakkor kifejlesztették a familiárisok intézményét is, ami közbenső állapotot jelentett a korábbi konverzus és a fizetett munkás között. Ezek a familiárisok, akiket donati vagy oblati néven is ismertek, olyan világiak voltak, akik világi ruhát viseltek, a konverzusokkal ellentétben nem tettek fogadalmat, csak egyszerűen engedelmességet ígértek az apátnak, a rend szolgálatára ajánlották föl munkájukat, és a szerzetesek testvérként bántak velük. Az oblátusok nem követhették a Rend szigorú szabályait, de ígéretet tettek arra, hogy:
- felhagynak régi, világias szokásaikkal, és életüket mindenben Isten felé fordítják (conversio),
- a családosok vagy egyedül élők tartják az állapotbeli tisztaságot (castitas),
- hitüket minden módon ápolják és őrzik, megvallják (stabilitas),
- követik a napi zsolozsmás életet, amennyire lehet.

A 18. század közepétől - a mindent a társadalmi hasznosság fényében vizsgáló felvilágosodás szellemében - egyre több ember kérdőjelezte meg a monasztikus rendek létjogosultságát, a francia forradalom pedig majdnem teljesen el is pusztította Európa monasztikus intézményeit, így a ciszterci rendet is, ezért ebben a korban szokásba jött, hogy az egyes szerzetesi közösségeket támogatókat a konvent tagjává fogadták, mint familiárisokat, oblátusokat. Ilyen módon lett a Ciszterci Rend oblátusa gróf Széchenyi István is.

### Magyarországon
1945 után ezekre a hagyományokra építette dr. Kalmár Ödön OCist, Budapest–Szentimreváros plébánosa a „Ciszterci Világi Konventet”. A hívek csoportjaiból női, férfi, családos és ifjúsági konventeket hozott létre, és megteremtette a házapostoli mozgalmat: a legtöbb háznak megvolt a maga apostola, aki figyelte és segítette a lelki-testi szükségben lévőket. Az ostrom után, 1945-ben ezek a munkatársak segítették a kibombázott, nyomorgó időseket, családokat, diákokat (munka, élelemosztás, sorkosztos-vállalás stb). A csoportok élén spirituálisként (lelki vezetőként) ő maga állt, vagy szerzetes káplánjait bízta meg a lelkivezetéssel. Az akkori idők miatt a közösségek biztonsági okokból "nem ismerték egymást", bár az egyes közösségek élén álló világi vezetők kapcsolatban voltak egymással. A konventek tagjai sok feladatot láttak el az általában megfigyelés alatt álló lelkipásztorok helyett, mint például kiscsoportos hitoktatás. 1948-ban, az egyházi iskolák államosítása után dr. Kalmár Ödön meghívta a szomszédos egyházi iskolák kongreganistáit is az oblációba. 1948-ban Endrédy Vendel zirci apát jóváhagyta a kezdeményezést és a létrejött Konventet befogadta a zirci apátság lelki közösségébe. A szerzetesrendek feloszlatása után sok kis közösség turistaegyesületbe lépett, és turistacsoportként járta a budai hegyeket és más magyarországi kirándulóhelyeket, hogy összejöveteleit és azon közös imádkozásait, elmélkedéseit, megbeszéléseit megtarthassa. A hitoktatás is kis tanulócsoportként, baráti körként, sportkörként működött, amíg lehetett. Idővel besúgók révén a spirituálisokon (lelki vezetőkön) kívül több világi vezetőt, aktívabb tagot is összeesküvés vádjával letartóztattak, vallattak, elítéltek, börtönbe vetettek, ezzel a kis csoportokat szétverték. Ezután már csak itt-ott néhányan találkoztak, családi ünnepek ürügyén jöttek össze időnként többen.
Amikor 1989-ben újra engedélyezték a szerzetesrendek létét és munkáját, a Szent Imre Plébániát is visszakapták gondozásra a ciszterci atyák. Plébánosnak Brückner Ákos Előd atyát jelölte ki az akkori zirci apát, dr. Kerekes Károly. 1989-ben a zirci apát és a ciszterci plébános kezdte újjászervezni a Ciszterci Oblációt Budapesten. A több tíz konvent helyett csupán kettő jött újonnan létre a Budai Ciszterci Szent Imre Plébánián, egy női és egy családos konvent, kis részben régi, nagyobb részben új tagokból, mindkettő lelki vezetője Brückner Ákos Előd atya:
1. Szent Hedvig női konvent: a konvent Szent Hedvig sziléziai hercegnő (I. Henrik sziléziai király özvegye, Árpád-házi Szent Erzsébet nagynénje) nevét viseli. A ciszterci nővérek trebnitzi kolostorának alapítója, majd rendtagja, népének jótevője volt. 1243-ban halt meg. Síremlékénél tisztelgő látogatáson voltak többen a konvent tagjai közül, a plébánia ciszterci gyökerek nyomában járó lengyel zarándoklatán.
2. Tecelin és Aleth családos konvent: a konvent Szent Bernát áldozatos, sokgyermekes szüleinek nevét viseli, életmódjukat követi. Az első plébániai zarándoklat 1995-ben, Dijon des Fontainesben felkereste azt a helyet, ahol Szent Bernát született.

A több évtizedes feloszlatás alatt is működött egy kisközösség, ez a harmadik budapesti konvent, a Gyertyás konvent. Alakult egy "országos" házas konvent is, akik egy konvent szétszóródott, Budapesten és vidéken élő tagjaiból jöttek össze, és járják az országot, hogy egy-egy alkalommal több napon át is együtt legyenek elmélkedni, imádkozni. A mozgalom tovább terjedt a ciszterciek által gondozott vidéki plébániákra is. Az Esztergom–Budapesti Főegyházmegyén kívüli oblátus konventek Zircen, Baján, Egerben, Székesfehérváron, Gödöllőn, Hatvanban, Pécsett működnek. Ezeknek a konventeknek a lelki vezetője általában a helyi ciszterci plébános. Egy alkalommal találkoztak Zircen az egész ország 11 konventjének képviselői. Jelenleg az Obláció tagjainak (nők esetén obláták, férfiak esetén oblátusok) száma 45 fő körül van.

## Lelkiség és tagság
Az obláció tagja lehet minden világi életben megmaradó (egyedülálló vagy házas) Krisztus-hívő, aki megismerte és megszerette a szentbernátos ciszterci életeszményt.
A ciszterci lelkiség életeszményének főbb vonásai:
- Mindenben Istent felfedezni. A lelki hullámvölgyekben is Istenre figyelni.
- Jézus Krisztusban Istent imádni, de az embert csodálni.
- Az otthont Szűz Mária tiszteletére szentelni.
- Napi (lehetőleg énekelt) zsolozsmázás.
- Szentbernátos egyházhűség: "kutyahűséggel" őrizni és védelmezni az egyházat (Szent Bernátot emiatt a lábánál meghúzódó kutyával szokták ábrázolni).
- A Rend alapokmánya, a Charta Caritatis, a Szeretet Okmánya szellemében családias kapcsolatot kialakítani és ápolni a rendhez tartozókkal. Senki sem lehet sziget, nem lehetnek elszigetelt monostorok, de elszigetelt rendtagok sem.
- A gyökeres konverzió - Isten felé fordulás - optimizmusa: a világ jobbá formálásáért tenni, és az emberek boldogabbá válásáért felelősséggel szolgálni állhatatosan, a kultusz és a kultúra minden területén, Isten szándéka szerint, mert mindent és mindenkit érdemes és lehetséges jobbá, többé tenni.

Rövid jelöltidő után kezdődik el az egyéves próbaidő, a novíciátus "beöltözéssel", a ciszterci ruhát jelképező kis fehér skapuláré átadásával. A beöltözéskor minden jelölt (novícius) rendi védőszentet kap. A próbaév végén a novícius leteheti az oblációt az apát vagy annak megbízottja kezébe, ennek jeléül fehér-fekete skapulárét kap. Az obláció szertartása révén a novíciusok az 1098-ban létrejött Ciszterci Rend lelki közösségének tagjaivá (oblátusokká) válnak, és egy meghatározott monostorához - Magyarországon a Zirci apátsághoz - kapcsolódnak. Legfőbb elöljárójuk a főapát vagy annak megbízott helyettese, ő jelöli ki az egyes lelki családoknak (konventeknek) a ciszterci lelkivezetőjét (spirituálisát). Az oblátusok közül a spirituális atyák választják ki a konventek vezetőit (férfiak esetén priort, nők esetén priorisszát). Mindenki rendi nevet kap. Az oblátus - a szerzetesi fogadalom példájára - hármas elkötelezettség (a saját élet állandó tökéletesítése, állapotbeli tisztaság, példaadó állhatatosság) vállalását jelenti. Az obláció nem szerzetesi fogadalom, hanem egy felajánlás, elhatározás, amely addig kötelezi az egyént, amíg hű marad felajánlási szándékához, tehát bármikor megszüntethető az oblátus saját akaratából, vagy méltatlanság esetén rendi döntés alapján.

## A konventek tevékenységei
A konventek hivatása a monasztikus zsolozsmás élet gyakorlása a világban, és a saját ciszterci plébániájukon a feladatok, munkák ellátásában való segítés. Ilyen feladatok lehetnek az irodai munka, a templomi virágdíszítés, az oltárterítők, miseruhák rendben tartása. Ide tartozik az egyházközségi hozzájárulás gyűjtése házaknál vagy havonként egyszer a templom előterében. Mióta civil is áldoztathat megfelelő felkészítés után, egyházi engedéllyel, vannak tagok, akik hétvégeken bejárnak a kórházakba, megkérdezik a betegeket, miben segíthetnek, ha gyónni akarnak, szólnak az atyáknak. Szombatonként összeírják, kik akarnak áldozni, és vasárnap elviszik hozzájuk az Eucharisztiát. Ezt a szolgálatot nemcsak kórházban végzik, hanem lakáshoz, ágyhoz kötött időseket, betegeket otthon is ellátnak, akikkel ilyenkor beszélgetnek is. Van, aki jegyesoktatóként felkészíti a fiatal párokat a keresztény házaséletre, családalapításra. Segítenek a keresztelésre való felkészítésben is, keresztelési asszisztenciával, keresztelés után a család meglátogatásával, lelki gondozásával, miséken való segédkezéssel, tanácskozások, lelkigyakorlat alkalmával megvendégelés előkészítésével.
Konventgyűlés havonta egyszer, a budapesti konventeknek minden hó harmadik vasárnapján van. Az összejövetelek zsolozsmával kezdődnek. Ez után a Regulából, pápai levelekből vagy más lelki irodalomból olvasnak és elmélkednek át részleteket, megvitatják, mit jelent ezek tanítása a gyakorlati életben, vagy a felvetődő napi világnézeti és gyakorlati kérdésekről, problémákról esik szó. Az összejövetelek a Salve Regina kezdetű latin ének eléneklésével fejeződnek be. Ha egy-egy konvent-tagnak névnapja van az összejövetelt követő hónapban, kis családi ünnep keretében felköszöntik. Közös zsolozsma ciszterci atya vezetésével szombatonként, a reggel 7 órai szentmise keretében, illetve az esti szentmise előtt van, egyébként mindenki egyénileg végzi. Zarándok utakat szerveznek: felkeresik a Rend magyarországi és európai gyökereit.